# Partit Bretó
Partit Bretó (bretó Strollad Breizh) és un partit polític bretó d'ideologia nacionalista i socialdemòcrata partidari de la creació d'una República de Bretanya membre de ple dret de la Unió Europea.

## Programa
És un moviment polític fundat el 2002. El seu discurs fixa com a objectiu dotar la Bretanya (els 5 departaments, la regió de Bretanya i el Loira Atlàntic) de les institucions necessàries per al seu desenvolupament econòmic, social, cultural, mediambiental i polític a imatge d'altres regions europees, com Escòcia o Catalunya. Partint del principi que Bretanya és una nació, i com a tal té el dret a l'autodeterminació en un marc europeu, el partit reclama l'establiment d'un Estat bretó membre de ple dret dins la Unió Europea i d'institucions bretones reconegudes tant a nivell europeu com internacional.

## Idees
Analitzant les causes de l'estancament dels moviments polítics en Bretanya, el PB diu que vol " prendre el bretons com són i no com els agradaria ser". Sobre l'eix dreta-esquerra, pretén situar-se entre la social-democràcia i la democràcia social liberal (de centreesquerra a centredreta), on l'objectiu principal és crear les institucions. És principalment una part de reagrupament, que intenta aplegar del centreesquerra al centredreta. Afirma tenir 400 membres, la majoria dels quals no té passat polític en el moviment bretó, i acull membres de centreesquerra com el professor i empresari de Nantes Jean-Paul Moisè, o de centredreta com Gérard Olliéric l'actual president. Defensa activament la promoció del bretó i dona suport la signatura de la carta Ya d'ar brezhoneg.

## Organització
L'organització és de caràcter federal. L'entitat bàsica és la Federació, i després la secció. De moment compta amb una federació per cada departament de Bretanya i un a Illa de França, i una per a l'exterior, actualment amb seu a Londres i el secretari del qual és Christian Guillemot.
Cada Federació elegeix al seu secretari, un secretari adjunt i tresorer. El secretari és responsable de l'organització de reunions, de representar la federació a l'exterior o dins del partit. Els secretaris federals són fonamentals en la partit. Aquests no són líders, però sí representants. Les federacions són també la base de preses de posició del partit.
Els organismes nacionals són elegits en la convenció. Aquests són el Consell Nacional (Parlament del Partit Bretó). Està compost per membres elegits que es reuneixen cada tres mesos. Es pronuncia sobre les grans orientacions nacional del Partit (adopta o no els texts proposats pels militants, l'estratègia d'aliances, candidatures, etc.). A vegades és obert als membres dels comitès de reflexió (qui encarrega la redacció del programa del partit sobre temes específics: economia, institucions, etc.) ..
El Consell Executiu està presidit pel President (escollit en el congrés). També es reuneix cada tres mesos i està integrat per secretaris designats pel Consell Nacional, del President del Partit. És el poder executiu a nivell federal.

## Joves Bretons / Ar Vretoned Yaouank
Aquesta és la secció més jove del Partit, fundada en el congrés de 2007. El seu objectiu és dur a terme accions específiques per als joves en un punt de vista estrictament relacionat amb el partit, però de manera informal. Jeunes Bretons / Ar Vretoned Yaouank (o JB AVY) va participar el 2006 a les jornades internacionals de joventuts organitzades pel Partit Nacionalista Basc a Bilbao i hi van ser rebuts pel lehendakari. El febrer de 2008 van lliurar un document que resumeix els seus ideals titulat "C'est maintenant !" disponible a la seva web. L'agost de 2008 organitzaren les seves primeres jornades d'estiu, en presència de representants flamencs i bascs de la Nieuw-Vlaamse Alliantie i d'EGI, i on fou redactada la "Declaració d'An Oriant sobre l'autodeterminació".

## Eleccions
El Partit Bretó s'ha presentat diverses vegades a les eleccions cantonals parcials de 2004 i novament el 2005. Els seus candidats han rebut entre l'1,5% i gairebé el 4%. A les eleccions legislatives franceses de 2007 va presentar quatre candidats:
- Yves Le Mestric per la circumscripció de Vitré (Illa i Vilaine), suplent Brice Malet. Obté 686 vots (0,89%)
- Gérard Guillemot per la circumscripció de Rennes - Sud (Illa i Villaine), suplent Sébastien Girard. 249 vots (0,57%)
- Emile Granville per la circumscripció de Redon (Illa i Villaine) suplement Olivier Berthelot. 847 vots (1,27%)
- Hervé Le Guen per la circumscripció d'An Oriant (Morbihan), suplent Gaël Fleurent. 686 vots (1,44%)

En un elecció cantonal parcial a Redon el 23 de setembre de 2007, Émile Granville va obtenir el 3,58% dels vots. El 2008, Yann Jestin, president d'Askol i recolzat pel MoDem, va obtenir el 25,18% dels vots a les eleccions del cantó de Lesneven. A les eleccions municipals de març de 2008 va presentar una vintena de candidats i va guanyar una dotzena de funcionaris municipals, entre ells un alcalde i tres ajudants.
En una convenció celebrada a Gwened el setembre de 2008, decidí presentar-se a les eleccions europees de 2009. El març de 2009 fou designat coma cap de llista el seu portaveu, Emile Granville.